# وردانة (جمع أبرود)
وردانة (بالفارسية: وردانه) هي قرية تقع في إيران في قسم جمع أبرود الريفي. يقدر عدد سكانها بـ 231 نسمة بحسب إحصاء 2016.